# Heleno de Freitas
Heleno de Freitas (São João Nepomuceno, 12 febbraio 1920 – Barbacena, 8 novembre 1959) è stato un calciatore brasiliano, di ruolo attaccante. Tra i migliori attaccanti del calcio brasiliano della sua epoca, è uno dei maggiori idoli della storia del Botafogo.

## Biografia
Nato nello stato di Minas Gerais da Oscar e Maria de Freitas, la sua famiglia lavorava nell'ambito del caffè e dello zucchero; aveva cinque fratelli, di cui uno, Heraldo era dirigente del Mangueira, uno dei club più importanti della zona. In seguito alla morte del padre, quarantaseienne, l'11 novembre 1931, nel 1933 la famiglia si stabilì a Copacabana. Giocò a calcio dapprima nella squadra del fratello e poi in un'altra, gestita da Neném Prancha, ricoprendo il ruolo di difensore centrale. Il 3 agosto 1935 entrò a far parte delle giovanili del Botafogo, ma in seguito a problemi interni al club passò a quelle del Fluminense, facendosi notare per la sua irrequietezza e scarsa disciplina; neanche l'intervento di Ondino Viera persuase il giocatore a mutare atteggiamento. Lasciato dunque il club, in seguito a un tentativo di spostarlo a centrocampo, da attaccante che era, seguì il consiglio di João Saldanha e tornò al Botafogo, che fu il primo club a offrirgli un contratto — che peraltro includeva clausole assai particolari, come quella che prevedeva che studiasse inglese e francese — e a farlo debuttare in prima squadra. Frattanto, la sua istruzione proseguiva: studiava infatti legge a Niterói, e arrivò anche a ottenere un incarico di poca rilevanza in uno studio, ma abbandonò la professione forense per dedicarsi al calcio. Aveva successo con le donne, che lo consideravano attraente, gusto raffinato e una buona cultura (apprezzava Fëdor Dostoevskij). Malato di sifilide nell'ultima parte della sua vita, fu rinchiuso in un ospedale, in cui trascorse in agonia i quattro anni precedenti al decesso: fu trovato morto la mattina dell'8 novembre 1959, a causa di una paralisi progressiva — come riportato anche da Armando Nogueira.

## Caratteristiche tecniche
Fin da giovanissimo si approcciò al calcio in maniera allegra, ma tradiva, durante le fasi di gioco, un certo nervosismo: ciò derivava dal suo modo di vivere le partite, come una questione "d'onore", che lo portava ad azioni frettolose e impulsive, che gli causarono sovente l'espulsione. Giocando sulla spiaggia, da difensore, si faceva notare per la veemenza dei suoi contrasti; più tardi, già nel settore giovanile del Fluminense, confermava la sua indole ribelle, e l'allenatore — l'uruguaiano Carlo Carlomagno — decise di spostarlo da centromediano a attaccante, per cercare di limitarne e indirizzarne l'energia. Questo espediente diede i suoi frutti dal punto di vista tecnico, in quanto l'abilità del giocatore nel realizzare reti era notevole, ma l'eccessiva indisciplina gli causò numerosi problemi e squalifiche. Stabilitosi nel ruolo di attaccante, più precisamente in quello di centravanti, ebbe modo di sfruttare le abilità di cui era in possesso: tecnica, sagacia, visione di gioco e capacità di finalizzare.

## Carriera

### Club
Il debutto in prima squadra avvenne dunque il 21 dicembre 1939 contro il San Lorenzo, squadra argentina: la sua prestazione non fu però positiva e venne sostituito prima ancora dell'intervallo dall'allenatore ungherese Dori Krüschner. Nonostante l'inizio non brillante, le partite successive dimostrarono che Heleno de Freitas aveva le capacità per sostituire l'esperto centravanti Carvalho Leite. Ispirandosi anche a Leônidas, Heleno fece progressi, ottenendo anche denaro sufficiente da acquistarsi un'automobile. Come già successo a livello giovanile, l'innata indisciplina gli procurò problemi in campo: una volta cagionò l'espulsione del compagno Carvalho Leite, e la società, appurato l'effettivo svolgimento dei fatti, lo multò. L'arrivo del tecnico Adhemar Pimenta rinforzò la squadra, che effettuò un ricambio generazionale, escludendo diversi giocatori. Altre intemperanze persuasero Pimenta a relegare in panchina Heleno de Freitas, che durante una tournée in Messico riconquistò il posto da titolare. La carriera al Botafogo del giocatore proseguì fino al 1948 quando, senza alcun titolo vinto, si trasferì in Argentina, per giocare con il Boca Juniors, esperienza che portò avanti per soli sei mesi; del club giallo-blu fu uno degli elementi migliori, incontrando anche il favore del pubblico. Al ritorno in patria, passò al Vasco da Gama, ove vinse l'unico trofeo della sua carriera a livello di club: il Campionato Carioca del 1949. In seguito andò in Colombia, all'Atlético Junior, ritirandosi poi nel 1951 dopo una sola partita giocata con la maglia dell'América-RJ.

### Nazionale
Il suo rapporto con la selezione brasiliana fu tanto breve quanto fruttuoso: convocato per il Campeonato Sudamericano de Football 1945, ne fu il miglior marcatore (a pari merito con Norberto Méndez, argentino), realizzando due doppiette e assommando sei reti totali. La Nazionale arrivò al secondo posto; lo stesso risultato lo ottenne l'anno successivo, durante Argentina 1946, in cui segnò tre reti: la media-gol internazionale è dunque di 0,78 a partita. Le uniche vittorie con la selezione furono quelle in Copa Roca nel 1945 e in Copa Rio Branco nel 1947.
La mancata convocazione per il mondiale del 1950 fu un vero choc per Heleno, che fu escluso dal commissario tecnico Flavio Costa (che in quella stagione era suo allenatore anche al Vasco Da Gama) senza che mai venissero chiarite le ragioni di questa scelta. In seguito a questa esclusione, Heleno ebbe un'accesa discussione al campo d'allenamento del Vasco Da Gama con il proprio allenatore e la discussione si animò a tal punto da sfociare nello scontro fisico, fino a quando Heleno estrasse una pistola e sparò un colpo a salve a Flavio Costa.

## Palmarès

### Club

#### Competizioni statali
- Torneio Início do Rio de Janeiro: 1

Botafogo: 1947
- Campionato Carioca: 1

Vasco da Gama: 1949

### Nazionale
- Copa Roca: 1

1945
- Copa Rio Branco: 1

1947

### Individuale
- Capocannoniere del Campeonato Sudamericano de Football: 1

Cile 1945 (6 gol, condiviso con Norberto Méndez)